# Osem Investments
Osem Investments Ltd. (אֹסֶם הַשְׁקָעוֹת בָּעָ״מ Ossem Haschqaʿōt BaʿAM, deutsch ‚Scheune Investitionen GmbH‘) ist einer der größten Lebensmittelhersteller und -vermarkter in Israel. Die Unternehmensgruppe gehört seit 2016 vollständig dem Schweizer Nestlé-Konzern. Der Umsatz im Geschäftsjahr 2014 belief sich auf 4,25 Milliarden Schekel, davon wurden 3,58 Milliarden in Israel erzielt.

## Produktion
Zum Portfolio der Osem-Gruppe gehören rund 2000 verschiedene Produkte, darunter Backwaren, Salate, Snacks, Soßen, Dips, Teigwaren und Babynahrung.
Zur Osem-Gruppe gehören unter anderem:
- Beit Hashita: größter israelischer Hersteller von eingelegtem Gemüse
- Materna: größter israelischer Hersteller von Babynahrung
- Sabra: Salate
- Tivall: weltgrößter Entwickler, Hersteller und Vermarkter vegetarischer Fertiggerichte; Produktionsstandorte in Israel und Tschechien, stellt unter anderem Pattys für vegane Burger von McDonald’s her
- Bonjour: größter israelischer Backwarenhersteller
- Nestlé Ice Creams

## Geschichte
Osem wurde 1942 von sieben Teigwarenherstellern als Vertriebsfirma ihrer Produkte gegründet. 1946 ging in Bnei Brak eine erste Produktionsstätte für Nudeln und Ptitim in Betrieb.
Hinzu kam 1964 in Cholon eine Snack-Fabrik, deren Hauptprodukt, ein mit Erdnussbutter aromatisierter Maissnack unter der Marke Bamba, einen Marktanteil in Israel von 25 % erreichte. 1970 begann Osem mit der Herstellung von Backwaren. 1976 startete am neuen Verwaltungssitz in Petach Tikwa auch das neue Hauptwerk mit der Produktion, die inzwischen zum Sortiment gehörende Herstellung von Suppenpulver wurde dorthin verlegt. 1995 erwarb Nestlé einen Anteil von 10 % am Unternehmen. Osem erhielt das Exklusivrecht zum Vertrieb von Nestlé-Produkten in Israel und stellte einige davon in Lizenz her. In den Folgejahren erhöhte Nestlé seine Beteiligung schrittweise auf 50,1 %. Im Jahr 2002 errichtete Osem in Sderot ein Forschungs- und Entwicklungszentrum. Nachdem 2012 eine weitere Aufstockung der Beteiligung auf fast 60 % erfolgt war, gab Nestlé Anfang 2016 eine Vereinbarung zum Erwerb der restlichen Anteile bekannt. Bis dahin war Osem an der Börse Tel Aviv notiert und dort zuletzt in den Indizes TA-25, TA-100, TA-Maʿala und TA Composite vertreten.